# Héjjas Imre
Dr. Héjjas Imre, Héjas (Csurgó, 1869. október 22. – Csurgó, 1957. szeptember 17.) magyar tanár, iskolaigazgató.

## Életpályája
Kolozsváron, a Ferenc József Tudományegyetemen tanult természetrajzot és földrajzot; 1892-ben diplomázott. Két évig tanársegéd volt az egyetemen (1892–1894). 1894-ben, amikor a csurgói református főgimnáziumban is létrehozták a természettudományi és földrajzi tanszéket, ahová meghívták tanárnak. 1894–1933 között tanított Csurgón. 1943-ban újra a katedrára állt. 1947-ben, 78 évesen fejezte be az oktatást.
Szülőhelyének kutatója volt, a tanulmányi kirándulások szervezésében országosan is kezdezményező szerepet vállalt.

## Családja
Szülei: Héjjas Pál és Mezei Zsuzsanna voltak. Édesapja a csurgói gimnázium első okleveles tanára, az iskolatörténet első írója volt. 1897-ben, Csurgón házasságot kötött Mozsonyi Arankával.